# 은성운수
은성운수(殷成運輸)는 서울특별시의 마을버스 업체이다. 계열사로는 서울특별시의 마을버스 업체인 한빛운수, 양정운수, 한강운수와 서울특별시의 시내버스 업체인 신흥운수 등이 있다.

## 연혁
- 2003년 6월 13일: 심마운수로 회사 창립
- 2004년 7월 1일: 오케이버스 컨소시엄에 합류
- 2011년 11월 1일: 오케이버스 계열사로 회사 재창립
- 2011년 12월 8일: 한빛운수 마을버스 영등포06번, 영등포07번을 본 회사에서 운행
- 2015년 12월 1일: 오케이버스 시내버스 5538번이 관악11번으로 전환되어 본 회사에서 운행

## 운행 노선
- ● 관악11번: 봉천역 ↔ 재넘이고개 (구 5538번)
- ● 영등포06번: 대방역 ↔ 영등포역 (구 영등포마을 16-7B, 6656번)
- ● 영등포07번: 대방역 ↔ 신풍역 (구 영등포마을 16-7A, 6652번)

## 보유 차량
뉴 카운티와 카운티 뉴 브리즈를 보유하고 있다.